# Arzene
Arzene – miejscowość i gmina we Włoszech, w regionie Friuli-Wenecja Julijska, w prowincji Pordenone.
Według danych na rok 2004 gminę zamieszkiwało 1608 osób, 134 os./km².
1 stycznia 2015 gmina została zlikwidowana.